# 59 Andromedae
59 Andromedae (59 And), som är stjärnans Flamsteedbeteckning, är en dubbelstjärna belägen i den östra delen av stjärnbilden Andromeda. Den har en skenbar magnitud på ca 6,09 och på gränsen till att vara svagt synlig för blotta ögat där ljusföroreningar ej förekommer. Baserat på parallaxmätning inom Hipparcosuppdraget på ca 7,2 mas, beräknas den befinna sig på ett avstånd på ca 456 ljusår (ca 140 parsek) från solen.

## Egenskaper
Primärstjärnan 59 Andromedae A är en blå till vit stjärna i huvudserien av spektralklass B9 V. Den har en radie som är ca 2,7 gånger större än solens och utsänder ca 84 gånger mera energi än solen från dess fotosfär vid en effektiv temperatur på ca 10 900 K.
Följeslagaren 59 Andromedae B är en stjärna i huvudserien av magnitud 6,82 och  spektralklass av A1 Vn,  där "n"-suffixet anger otydliga linjer i spektret på grund av snabb rotation. Den roterar med en hög projicerad rotationshastighet på 233 km/s. Stjärnan har ca 2,2 gånger solens massa och ca 2,6 gånger solens radie. Den utsänder ca 30 gånger mera energi än solen från dess fotosfär vid en effektiv temperatur på ca 9 500 K. År 2017 hade paret en vinkelseparation på 16,60 bågsekunder vid en positionsvinkel (PA) på 36° och hade en uppskattad fysisk separtion av 1 370 AE.